# پیتر رومانوفسکی

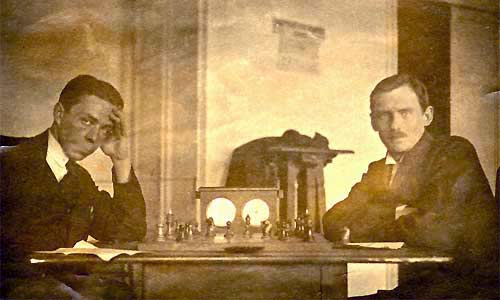
رومانوفسکی (سمت چپ) و الکساندر آلخین، ۱۹۲۰ میلادی

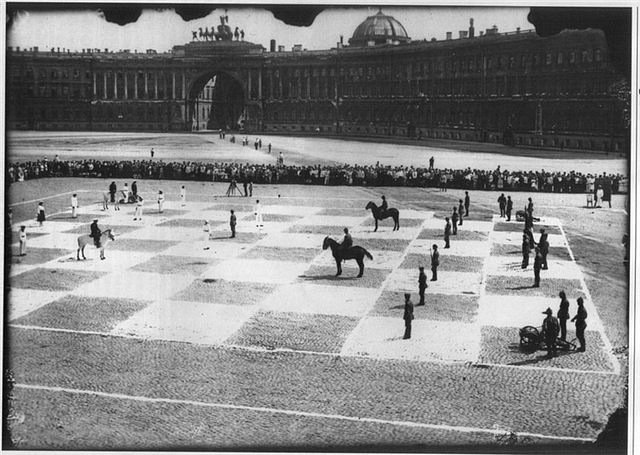
شطرنج انسانی در میدان کاخ، ۱۹۲۴ میلادی

پیتر آرسنیویچ رومانوفسکی (روسی: Пётр Арсеньевич Романовский؛ ۲۹ ژوئیهٔ ۱۸۹۲ در سن پترزبورگ – ۱ مارس ۱۹۶۴ در مسکو)؛ نویسنده، استاد بین‌المللی و داور بین‌المللی شطرنج اهل امپراتوری روسیه بود.
در ۲۰ ژوئیه ۱۹۲۴ رومانوفسکی در برابر ایلیا رابینوویچ در میدان کاخ سن پترزبورگ یک بازی شطرنج انسانی برپا کردند. در آن بازی افراد نیروی دریایی نقش مهره‌های سفید و سربازان ارتش سرخ، در حکم مهره‌های سیاه حضور داشتند.
در ۱۹۳۵ میلادی، او اولین شطرنج‌باز شوروی بود که عنوان استاد افتخاری ورزش به او اعطا شد.
او مربی لودمیلا رودنکو، دومین قهرمان شطرنج زنان جهان بود.